# Jokin Gabilondo
Jokin Gabilondo Garmendia (Villarreal de Urrechua, 9 de abril de 1999) es un futbolista español que juega de lateral derecho en la Málaga C.F.  de la Segunda División de España.

## Carrera deportiva
Jokin Gabilondo debutó como sénior con la Real Sociedad C el 25 de agosto de 2018, en un partido de la Tercera División de España frente al S. D. San Pedro.
El 9 de noviembre de 2019 hizo su debut con la Real Sociedad B, en un partido de la Segunda División B de España frente al Salamanca CF UDS.
En octubre de 2020 fue cedido durante una temporada al Arenas de Getxo, también de la Segunda División B, regresando a final de temporada a la Real Sociedad, y haciendo su debut profesional con la Real B el 24 de septiembre de 2021, en un partido de la Segunda División de España frente al S. D. Huesca.

## Clubes
| Club                     | País   | Año        |
| ------------------------ | ------ | ---------- |
| Real Sociedad C          | España | 2018-2023. |
| Real Sociedad B          | España | 2019-2023. |
| Arenas de Getxo (cedido) | España | 2020-2021  |
| Málaga C.F.              | España | 2023-Act.  |